# 21 (число)
21 (два́дцять оди́н) — натуральне число між 20 і 22

## Математика
- 221  = 2 097 152
- Трикутне число
- 21 це Складене число.
- Сума цифр числа 21 — 3.
- Добуток цифр числа 21 — 2.
- 21 ділиться на 1, 3, 7.

## Наука
- Атомний номер скандія

## Дати
- Зараз 21 століття.
- 21 рік; 21 рік до н. е.
- 1821 рік
- 1921 рік
- 2021 рік